# Tiquilia turneri
Tiquilia turneri är en strävbladig växtart som beskrevs av A. Richardson. Tiquilia turneri ingår i släktet Tiquilia och familjen strävbladiga växter. Inga underarter finns listade i Catalogue of Life.